# Туша

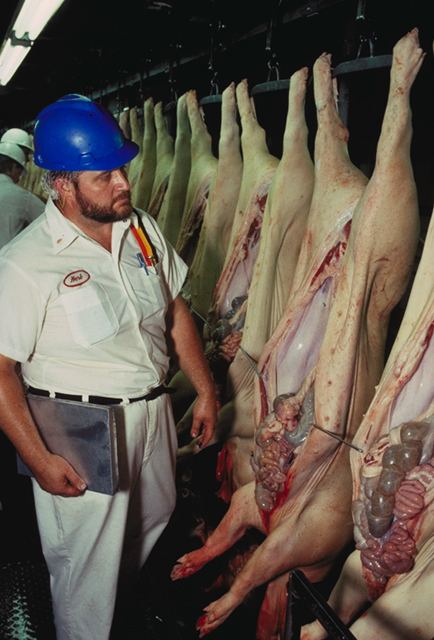
Свинячі туші

Ту́ша або ту́шка — тіло забитої тварини до, під час і після знімання шкіри, патрання, відокремлювання голови, ніг та хвоста.
Свиняча туша може бути в шкурі, з задніми ногами або зі знятим крупоном (найтовстішою ділянкою шкіри). Туша поросят-молочників повинна бути в шкурі, з головою та ногами.
Знекровлена птиця без оперення — тýшка пт́иці. Буває в́ипатрана — тушка, у якої видалені внутрішні органи, а також голова, ноги та шия, а також напівв́ипатрана — з видаленим зобом та кишечником з клоакою, яйцеводом та сформованим яйцем.
В широкому сенсі тушею називають просто мертве тіло великої тварини.